# Мюре, Жюль (1759)
Жю́ль Мюре́ (фр. Jules Muret; 9 февраля 1759, Веве, кантон Во — 6 мая 1847, Лозанна) — швейцарский политик.

## Происхождение и семья
Сын Жана-Луи Мюре, племянник Самюэля Порта. Был женат на Сюзанн Барон, дочери Франсуа-Давида Барона. 

## Биография
В течение двух лет изучал теологию в Лозаннской академии, защитил окончил докторантуру в области права в Париже. В 1786 году получил адвокатский патент в Романдской апелляционной палате. 
В 1790 году вступил в масонскую ложу «Объединённые друзья» (фр. Amis unis) в Мо́рже. В июле 1796 года вошёл в состав Совета двадцати четырёх Моржа. 23 января 1798 года направлен в качестве депутата от Моржа в Комитет коммун Во, где выступал за согласительную политику в отношении Берна. После провозглашения независимости кантона Во 24 января 1798 года являлся одним из сопредседателей Временного совета Во и Избирательной ассамблеи Лемана. Депутат сената Гельветической республики с 1798 по 1802 годы, выступал как сторонник физиократии и противник привилегий знати, безуспешно выступал за ликвидацию феодальных прав. В 1802 году — депутат Гельветического совета (романш. Consulta helvetica) в Париже, вместе с Анри Моно и Шарлем Секретаном представил Наполеону Бонапарту проект конституции Во, которую тот отредактировал в сторону бо́льшей демократичности. С 1803 года — пожизненный член Большого совета кантона Во, член Малого совета (затем — Государственный совет), их сопредседатель наряды с Огюстом Пиду. Депутат кантонального совета в 1814—1815 годах, принимал участие в выработке конституции Во от 4 августа 1814 года, был противником любого участия аристократии в политических делах кантона. Во времена Реставрации Бурбонов — глава кантонального правительства, в этот период своей политической деятельности выступал против либерализации политической жизни, автор многочисленных статей на эту тему в Gazette de Lausanne. С 1813 по 1829 год Мюре 11 раз избирался депутатом кантонального совета. После либеральной революции 1830 года отречён от власти. 1833 году выступал противником федерализации Швейцарии и за сохранение самостоятельности кантонов.